# Харрингтон, Роберт Джордж
Роберт Джордж Харрингтон (англ. Robert George Harrington; 3 декабря 1904 — 15 июня 1987) — американский астроном, работавший в Паломарской обсерватории. Его не следует путать с Робертом Саттоном Харрингтоном, который тоже был астрономом, но родился позже и работал в Военно-морской обсерватории США.
Он открыл сам или совместно ряд комет, в том числе периодические кометы 43P/Вольфа — Харрингтона, 51P/Харрингтона (открыты в 1953 году), 52P/Харрингтона — Эйбелла (открыта совместно с Джорджем Эйбеллом в 1955 году) и комету/астероид 107P/Уилсона-Харрингтона, который он и Альберт Уилсон открыли в 1949 году и который к 1988 году стал астероидом.
Харрингтон открыл карликовую галактику Leo II и совместно с Фрицем Цвикки — шаровое скопление Palomar 12.
Астероид 3216 Харрингтон был назван не в честь Роберта Джорджа Харрингтона, а в честь Роберта Саттона Харрингтона. Однако имя Харрингтона связано с астероидом/кометой 107P/Уилсона-Харрингтона.